# Chaetophthalmus sedlacekorum
Chaetophthalmus sedlacekorum är en tvåvingeart som beskrevs av Cantrell och Hiroshi Shima 1991. Chaetophthalmus sedlacekorum ingår i släktet Chaetophthalmus och familjen parasitflugor. Inga underarter finns listade i Catalogue of Life.